# Voute

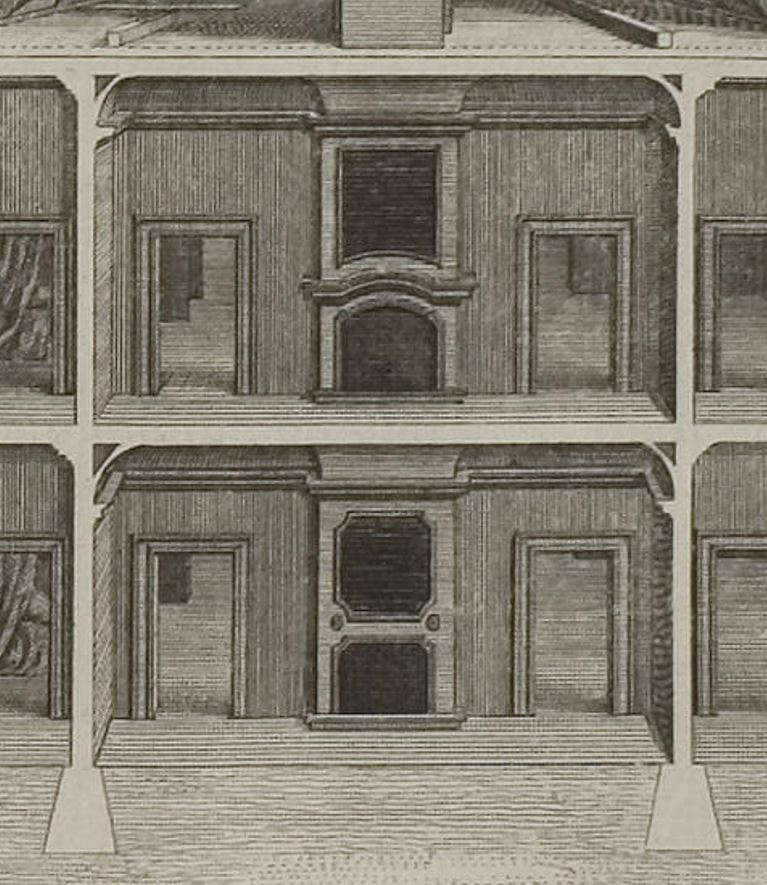
Vouten als stuckierte Deckenkehlen mit Voutengesimsen in zwei Sälen eines Barockpalais (Lehrbuchzeichnung von Johann Friedrich Penther, 1744)

Eine Voute [vut] (von frz. voûte = Gewölbe) bezeichnet allgemein eine Ausrundung und wird fachsprachlich in verschiedenen Bereichen verwendet: 1) In der Innenarchitektur bei Deckenkehlen, 2) im Brückenbau bei der bogenartigen Vergrößerung der Konstruktionshöhe, 3) beim Fahrzeugbau als Verbindung der Seitenwände mit dem Fahrzeugdach und 4) in Fotostudios bei abrollbaren Kartonbahnen als Hintergrund.

## Innenarchitektur
In der historischen Architektur ist eine Voute eine Deckenkehle, die als Hohlkehle den konkav ausgerundeten Übergang zwischen Wand und Decke bildet. Baukonstruktiv ist sie in der Regel eine schlichte Auffüllung der Ecke mit Mörtel oder Stuck oder ein Lattengerüst, dessen Stucküberzug mit einem Profilbrett gleichförmig ausgezogen wird. Aufwändigere Vouten werden zur Zierde mit einem profilierten Voutengesims versehen, wobei dann die gesamte Konstruktion als Voute bezeichnet wird. Das vorspringende Voutengesims verdeckt optisch das Deckenauflager, was besonders gerne bei Spiegeldecken oder Spiegelgewölben zur Anwendung kam.
In Anlehnung an historische Deckenkehlen bzw. deren Gesimse werden im modernen Innenausbau auch Schattennuten bei abgehängten Decken als Vouten (Lichtvouten) bezeichnet.
In Räumen mit erhöhtem Reinigungsbedarf (Krankenzimmer in Krankenhäusern, Operationsräume etc.) und in Rein- und Reinsträumenwird der Übergang von Wand zu Boden als Reinraumboden zu einer Bodenkehle verrundet (gevoutet). Solche Hohlkehlen lassen sich leichter reinigen als Kanten, in denen sich Schmutz ansammelt.

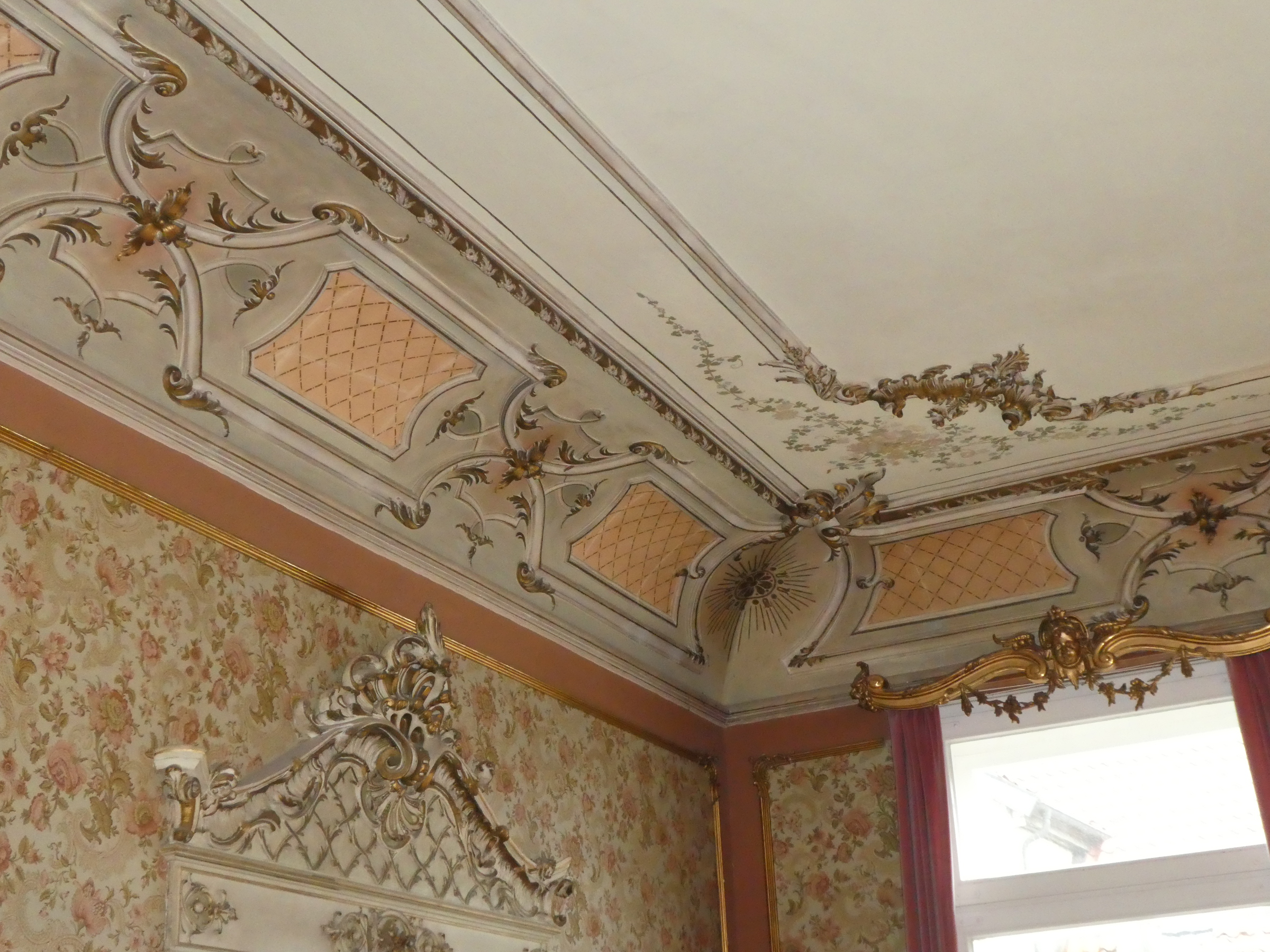
Aufwändig verzierte Stuck-Voute im Neo-Rokoko-Stil

## Brückenbau

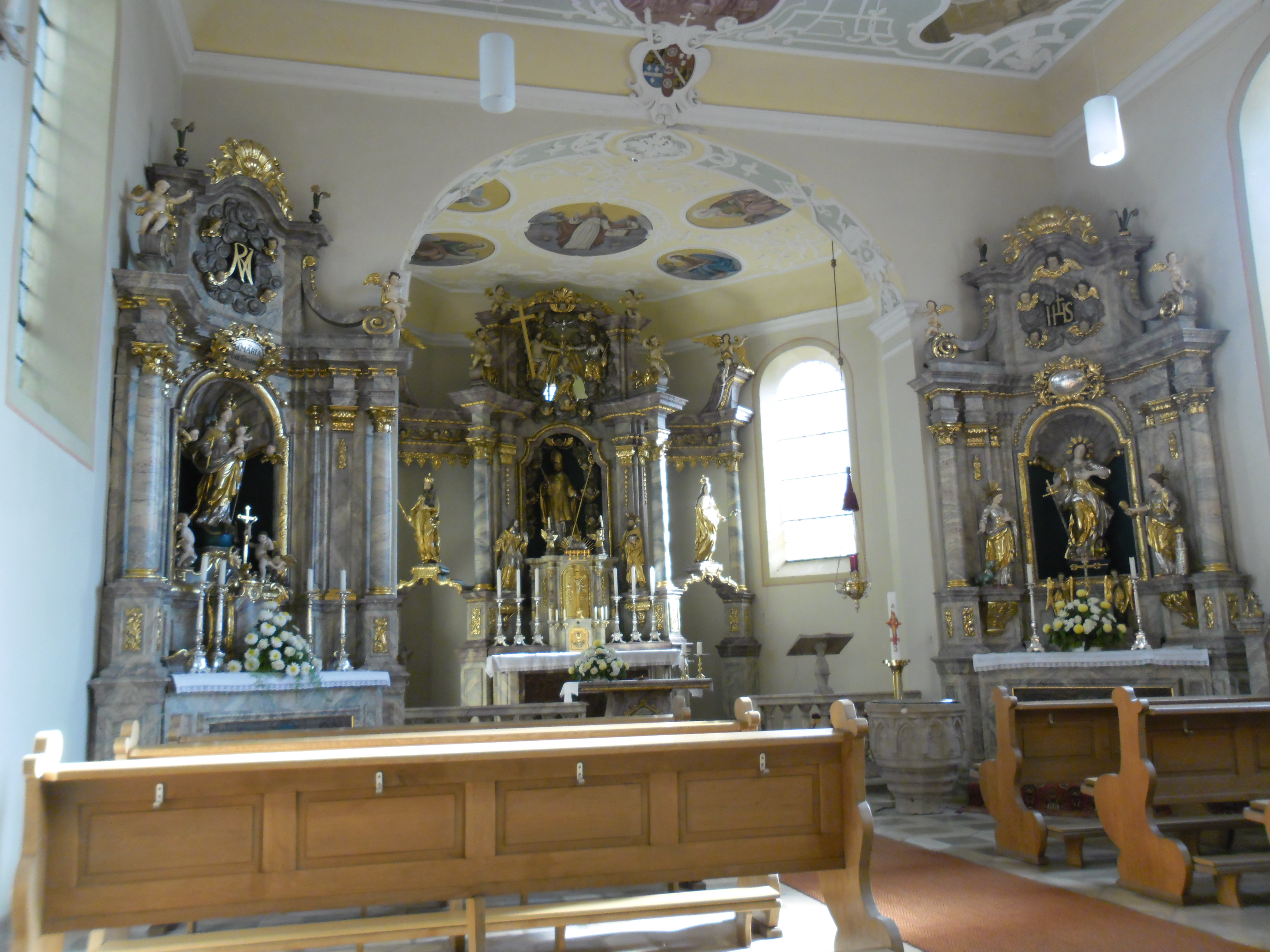
Vouten als Deckenkehlen mit Voutengesims im Kirchenschiff und Chor einer Barockkirche

Im Stahlbetonbrückenbau ist eine Voute die Krümmung des Untergurts, durch die die Balkenhöhe an den Zwischenpfeilern vergrößert wird, um größere Stützmomente aufnehmen zu können. Bei solchen Brücken ergibt sich gestalterisch der elegante Eindruck einer sehr flachgedrückten Brückenwölbung in Längsrichtung
Auch im Stahlbau werden Vouten verwendet, doch sind sie dort nicht gerundet ausgebildet, sondern als gerades Auszugblech, ggf. durch einen Flansch ergänzt.

## Fahrzeugbau

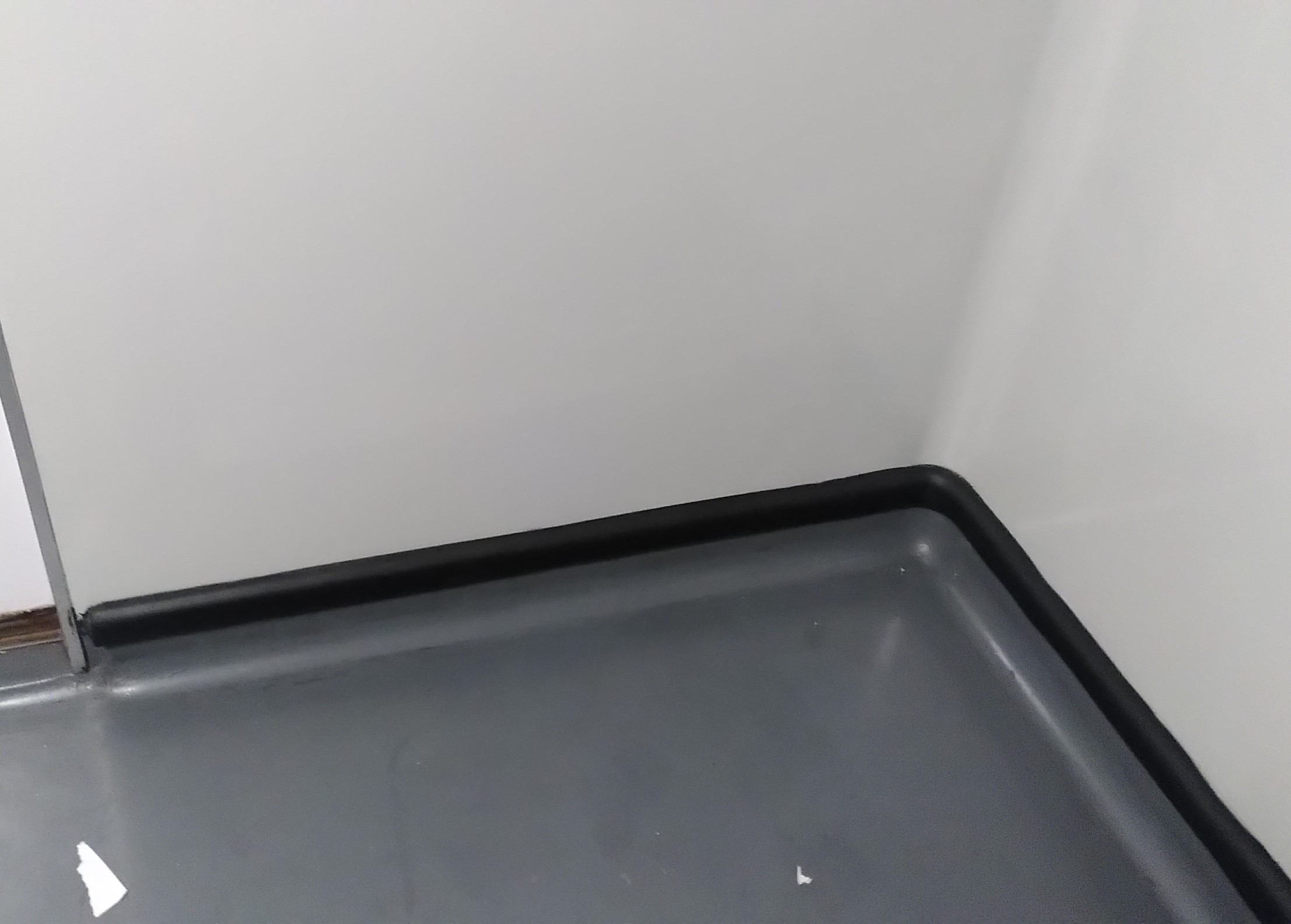
Bodenkehle in einer ICE-Toilette

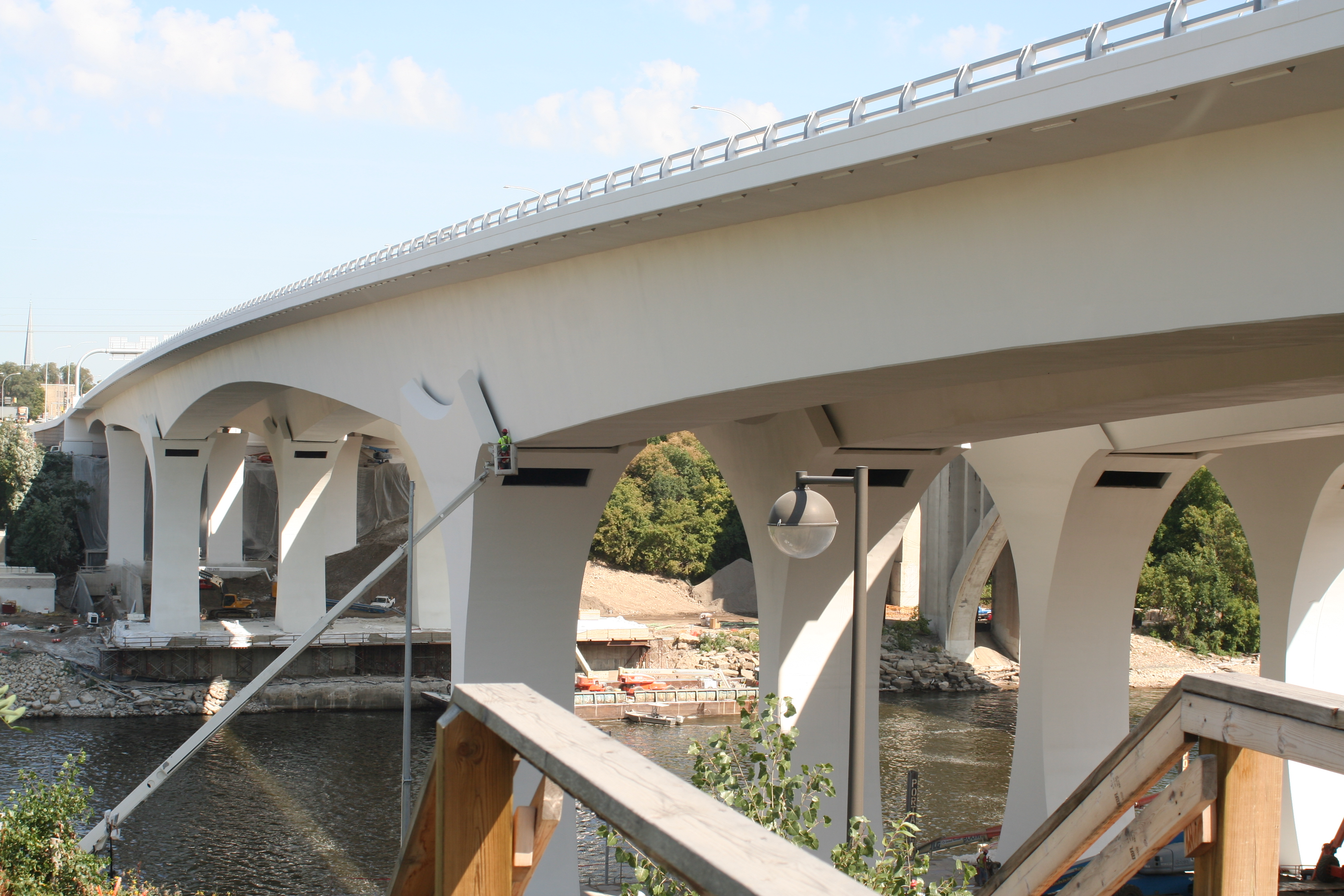
Autobahnbrücke mit Überbau aus gevouteten Stahlbetonkästen

Eine Voute in Fahrzeugen zur Personenbeförderung wie Omnibussen und Schienenfahrzeugen ist die Verbindung der Seitenwände mit dem Fahrzeugdach. Diese üblicherweise separate Baugruppe ist insbesondere aus optischen Gründen von der Fahrzeugaußenseite her für das Design des Fahrzeugs mitbestimmend und dient funktionell der Abdichtung gegen Wasser und Luft. Die Innenseite dient ganz anderen funktionellen Aufgaben, z. B. Beleuchtung, Belüftung, Gepäckablage oder Zugangsöffnung. Zwischen der Außen- und Innenseite ist oft Fahrzeugtechnik installiert, z. B. Druckluftbehälter, Schalttechnik, Leitungen für Druckluft, Wasser und Strom.

## Fotostudio
Hintergründe (meist abrollbare Kartonbahnen) in Fotostudios werden oft so gestaltet, dass der Übergang von der Senkrechten zur Horizontalen (Fußboden) als Hohlkehle ausgeführt wird. So wird die Abbildung einer Kante vermieden. Für diese Hintergrundgestaltung ist neben dem Begriff „Hohlkehle“ auch die Bezeichnung „Voute“ gebräuchlich.